# 10,5 cm leFH 18/40
10,5 cm leFH 18/40, полное название 10,5 cm leichte Feldhaubitze 18/40 (нем. 10,5 см лёгкая полевая гаубица образца 18/40) — германская 105-мм гаубица, использовавшаяся войсками Третьего рейха и Финляндии в ходе Второй мировой войны. Модификация орудий 10,5 cm leFH 18 и 10,5 cm leFH 18M.

## Предназначение
Орудие было разработано для замены орудия 10,5 cm leFH 18 и его модификации 10,5 cm leFH 18M в сухопутных войсках. По сравнению с обоими орудиями новая гаубица использовала более лёгкие по массе снаряды калибра 105 мм. Полностью укомплектовать подобными орудиями войска не удалось. Некоторые из орудий были экспортированы в Финляндию, где использовались до конца войны под именем 105 H 33-40.

## История производства
В марте 1942 года от вермахта поступил заказ на новую лёгкую гаубицу, простую в производстве, лёгкую по массе, быструю по скорости перемещения. Причиной такого заказа стали результаты использования предыдущих орудий leFH 18 и leFH 18M: колёса на лафете орудий очень часто не вращались, что вызывало проблемы при транспортировке орудий. Немцам необходимо было более лёгкое орудие, доступное для быстрой транспортировки. Создать подобную гаубицу немцам удалось, взяв лафет орудия 7,5 cm PaK 40 и установив на него ствол гаубицы leFH 18M.

## Описание
На новом лафете использовались торсионные подвески, что позволяло использовать полностью длину конструкции для фиксации колёс. Оригинальные колёса от орудия PaK 40 были слишком маленькими по размеру, и их заменили более крупными стальными колёсами. Также был установлен оригинальный дульный тормоз. Благодаря новому конструкторскому решению немного выросла и скорость стрельбы. Производство орудий велось вплоть до конца войны.